# Ryder Matos
Ryder Matos Santos (ur. 27 lutego 1993 w Seabrze) – brazylijski piłkarz występujący na pozycji napastnika we włoskim klubie Udinese Calcio. W swojej karierze grał także w takich zespołach jak ACF Fiorentina, EC Bahia, Córdoba CF, SE Palmeiras oraz Carpi. Były reprezentant Brazylii do lat 23. Posiada także obywatelstwo włoskie.